# George Mikan
George Lawrence Mikan, Jr. (Joliet, 18 de junho de 1924 - Scottsdale, 1 de junho de 2005), apelidado de Mr. Basketball, foi um jogador norte-americano de basquete profissional que jogou no Chicago American Gears da  National Basketball League (NBL) e no Minneapolis Lakers na Basketball Association of America (BAA) e na National Basketball Association (NBA).
Invariavelmente jogando com óculos grossos e redondos, Mikan, de 2,08 m e 111 kg, foi um dos pioneiros do basquete profissional. Através de seu tamanho e jogo, ele o redefiniu como um jogo dominado em sua época por "grandes homens". Seu prolífico rebote, bloqueio de chutes e talento para arremessar sobre defensores menores com seu gancho ambidestro ajudou a mudar o jogo.
Mikan teve uma carreira extremamente bem-sucedida, vencendo sete títulos da NBL, BAA e NBA em nove temporadas, um troféu de MVP do All-Star Game e três títulos de pontuação. Ele foi membro dos quatro primeiros All-Star Games da NBA. Mikan era tão dominante que provocou várias mudanças significativas nas regras da NBA, incluindo a criação do relógio de arremesso.
Após sua carreira de jogador, Mikan se tornou um dos fundadores da American Basketball Association (ABA), servindo como comissário da liga. Em seus últimos anos, Mikan esteve envolvido em uma longa batalha legal contra a NBA, para aumentar as magras pensões de jogadores que se aposentaram antes que a liga se tornasse lucrativa. Em 2005, Mikan morreu de complicações de diabetes crônica.
Por suas realizações, Mikan foi introduzido no Hall da Fama do Basquete em 1959, fez o 25º, 35º, 50º e 75º aniversário da NBA. Desde abril de 2001, uma estátua de Mikan fica na entrada do Target Center, ginásio do Minnesota Timberwolves, que ele ajudou a criar.

## Primeiros anos
Filho de pai croata, Joseph, e mãe lituana, Minnie, George nasceu em Joliet, Illinois. Seu avô, Juraj (George) Mikan nasceu em Voivodina, Croácia, então parte da Áustria-Hungria, por volta de 1874. Juraj emigrou para Braddock, Pensilvânia em 1891, onde se casou com outro imigrante croata, Marija, em 1906 em Allegheny, Pensilvânia. Em 17 de outubro de 1907, o pai de Mikan, Joseph, nasceu, e logo depois a família se mudou para Joliet.
Quando menino, Mikan quebrou um dos joelhos e foi mantido na cama por um ano e meio. Em 1938, ele frequentou o Seminário Preparatório Arcebispo Quigley de Chicago e originalmente queria ser padre, mas depois voltou para casa para terminar seus estudos na Joliet Catholic. Mikan não parecia destinado a se tornar um atleta. Quando Mikan entrou na Universidade DePaul em 1942, ele tinha 1,80m e 110kg, movia-se desajeitadamente por causa de sua estrutura e usava óculos grossos para sua miopia.

## Carreira universitária
Enquanto estava no ensino médio, Mikan conheceu o treinador de basquete da Universidade DePaul, Ray Meyer. Ele viu potencial em Mikan, que era brilhante e inteligente, mas também desajeitado e tímido. Os pensamentos de Meyer foram revolucionários para a época, quando ainda se acreditava que jogadores altos eram muito desajeitados para jogar basquete bem. Nos meses seguintes, Meyer transformou Mikan em um jogador confiante e agressivo que se orgulhava de sua altura em vez de se envergonhar disso. Meyer e Mikan trabalharam intensamente e Mikan aprendeu a fazer arremessos com precisão com ambas as mãos. Essa rotina se tornaria mais tarde conhecida como Mikan Drill. Além disso, Meyer fez Mikan ter aulas de dança e pular corda para torná-lo um atleta completo.

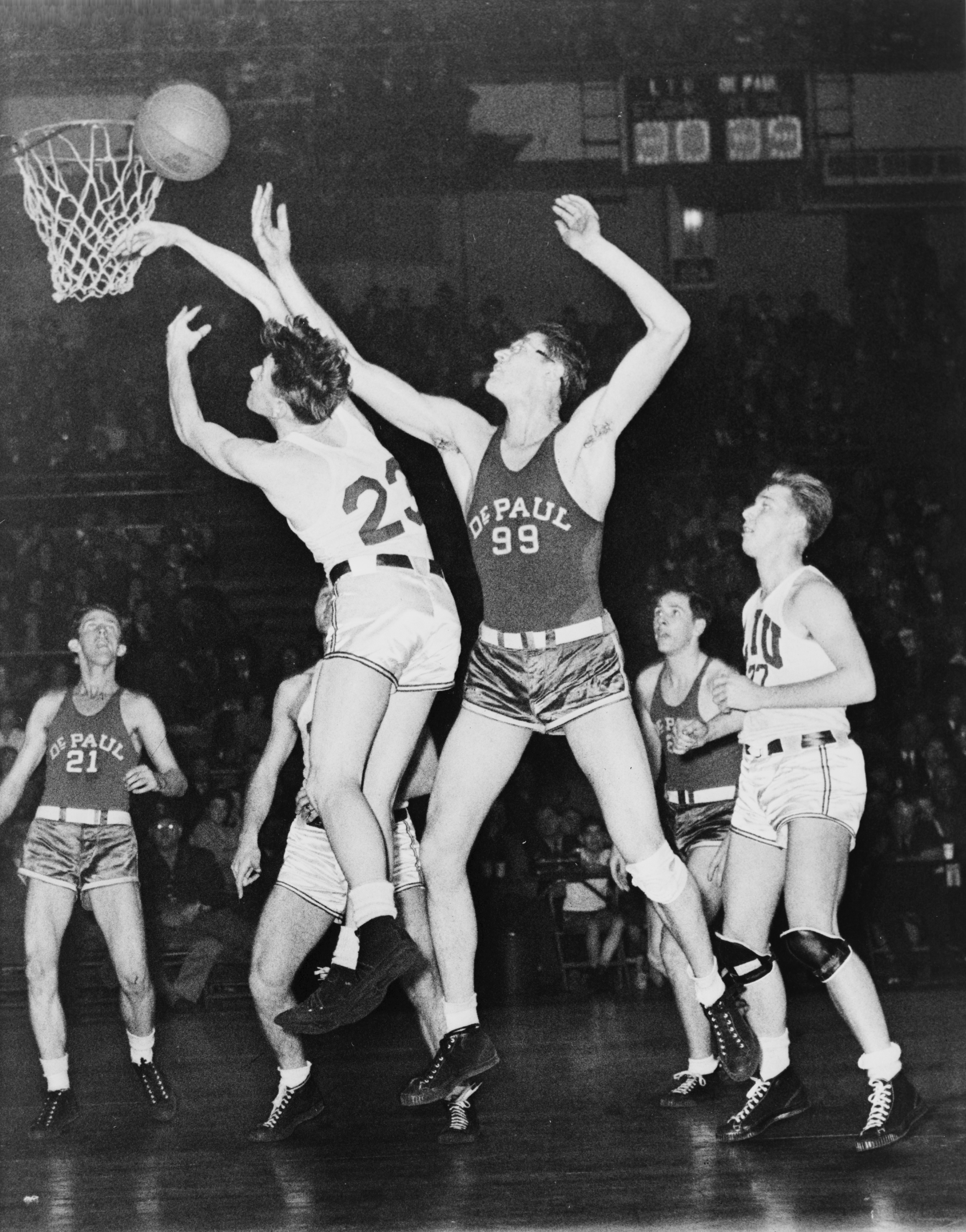
Mikan em um jogo contra a Universidade de Long Island no Madison Square Garden em 1944

Mikan dominou seus pares desde o início de seus jogos universitários na NCAA. Ele intimidava os oponentes com seu tamanho e força, era imparável no ataque e logo estabeleceu uma reputação como um dos jogadores mais duros e corajosos da liga, muitas vezes jogando com lesões e punindo os pivôs adversários com faltas duras. Além disso, Mikan também surpreendeu o mundo do basquete com sua habilidade de rebote, golpeando as bolas em voo antes que elas chegassem ao aro. "Nós montamos uma defesa de zona que tinha quatro homens ao redor do garrafão e eu guardava a cesta", Mikan lembrou mais tarde seus dias de DePaul. Como consequência, a NCAA, e mais tarde a NBA, proibiu tocar na bola depois que ela atingiu seu ápice em voo ou tocar a tabela e tiver a chance de entrar no aro. Bob Kurland, um pivô de 2,13 m de altura de Oklahoma A&M, foi um dos poucos pivôs adversários a ter algum sucesso contra Mikan.
Mikan foi nomeado o Jogador Universitário do Ano em 1944 e 1945. Em 1945, ele levou DePaul ao título do NIT, que na época era tão prestigioso quanto o título da NCAA. Mikan liderou o pais em pontuação com média de 23,9 pontos em 1944-45 e 23,1 pontos em 1945-46. Quando DePaul venceu o NIT de 1945, Mikan foi nomeado o MVP por marcar 120 pontos em três jogos, incluindo 53 pontos na vitória por 97-53 sobre Rhode Island; seu total de 53 pontos igualou a pontuação de toda a equipe adversária.

## Carreira profissional

### Chicago American Gears (1946-1947)

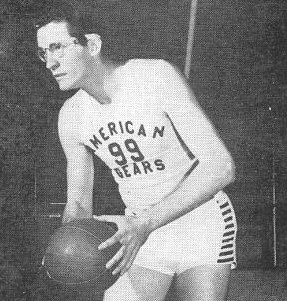
Mikan como membro do Chicago American Gears

Após o final da temporada universitária de 1945-46, Mikan assinou com o Chicago American Gears da National Basketball League, um antecessor da NBA moderna. Ele jogou 25 jogos no final da temporada de 1946-47 da NBL, tendo média de 16,5 pontos. Mikan liderou o Gears ao terceiro lugar no Torneio Mundial de Basquetebol Profissional de 1946, onde foi eleito o MVP depois de marcar 100 pontos em cinco jogos.
No entanto, antes do início da temporada de 1947-48 da NBL, Maurice White, presidente da American Gear Company e proprietário da equipe, tirou a equipe da liga. White planejava criar uma liga de 24 equipes chamada Professional Basketball League of America, na qual ele possuía todas as equipes e arenas. No entanto, a liga fechou após apenas um mês, e os jogadores dos times de White foram distribuídos igualmente entre as 11 franquias restantes da NBL. Como consequência, todas as equipes tinham 9,09% de chance de conseguir Mikan, que acabou no Minneapolis Lakers.

### Minneapolis Lakers (1947-1956)
Em sua primeira temporada com os Lakers, Mikan liderou a liga em pontuação com 1.195 pontos, tornando-se o único jogador da NBL a marcar mais de 1.000 pontos em uma temporada. Após a temporada regular, ele foi nomeado o MVP da liga e os Lakers ganharam o título da NBL.
No ano seguinte, os Lakers e três outras franquias da NBL saltaram para a incipiente Basketball Association of America. Mikan liderou a nova liga em pontuação e novamente estabeleceu um recorde de pontuação em uma única temporada. Os Lakers derrotaram o Washington Capitols nas finais da BAA de 1949.
Em 1949, a BAA e a NBL se fundiram para formar a NBA. A nova liga começou a temporada inaugural de 1949-50 com 17 equipes. Mikan novamente foi dominante com médias de 27,4 pontos e 2,9 assistências e conquistando outro título de pontuação; Alex Groza, do Indianapolis Olympians, foi o único outro jogador a quebrar a barreira dos 20 pontos naquele ano. Depois de liderar confortavelmente sua equipe para um impressionante recorde de 51-17, Mikan teve médias de 31,3 pontos e os Lakers venceram o primeiro título da NBA.

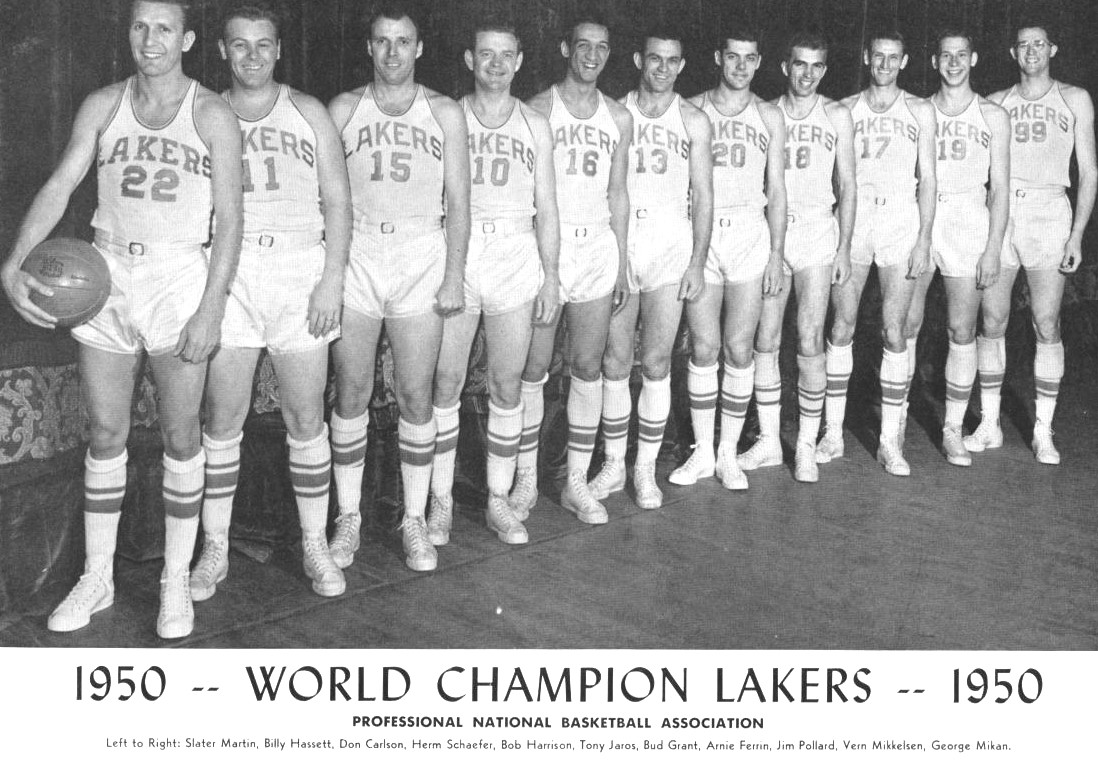
Mikan (extrema direita) e os Lakers de 1950-51

Na temporada de 1950-51, Mikan foi dominante novamente tendo média de 28,4 pontos, novamente conquistando a coroa de pontuação e 3,1 assistências. Naquele ano, a NBA introduziu uma nova estatística: rebotes. Nesta categoria, Mikan também se destacou; sua média de 14,1 rebotes perdeu apenas para os 16,4 rebotes de Dolph Schayes do Syracuse Nationals. Naquele ano, Mikan participou de um dos jogos mais notórios da NBA. Quando o Fort Wayne Pistons jogou contra seus Lakers, os Pistons tiveram uma vantagem de 19-18. Com medo de que Mikan pegasse a bola, os Pistons passaram a bola sem qualquer tentativa de marcar uma cesta. Sem nenhum relógio para forçá-los a atacar, o placar permaneceu 19-18 e o jogo se tornou o jogo da NBA com a menor pontuação de todos os tempos. Este jogo foi um fator importante no desenvolvimento do relógio de arremesso, que foi introduzido quatro anos depois. Na pós-temporada, Mikan fraturou a perna antes das finais da Divisão Oeste de 1951 contra o Rochester Royals. Com Mikan mal conseguindo se mexer, os Royals venceram a série por 3–1. Décadas mais tarde, em 1990, Mikan lembrou que sua perna foi grampeada com uma placa; no entanto, apesar de efetivamente pular pela quadra com um pé, ele disse que ainda teve uma média de 20 pontos.
Na temporada de 1951-52, a NBA decidiu alargar a área de falta. Como os jogadores podiam ficar na área por apenas três segundos de cada vez, isso forçou grandes homens como Mikan a se posicionarem com o dobro da distância. Um dos principais defensores dessa regra foi o técnico do New York Knicks, Joe Lapchick, que considerava Mikan seu inimigo, e foi apelidado de "A Regra de Mikan". Apesar disso, Mikan ainda teve uma média impressionante de 23,8 pontos. Ele ainda conseguiu uma média de 13,5 rebotes, afirmando-se como um dos melhores reboteios. Em 20 de janeiro de 1952, Mikan também teve um jogo verdadeiramente dominante de 61 pontos em uma vitória por 91-81 contra o Rochester Royals. Na época, foi o segundo melhor desempenho de pontuação na história da liga. Os Lakers chegaram às finais da NBA de 1952 e enfrentaram o New York Knicks. Isso se classificou como uma das séries de finais mais estranhas da história da NBA, já que nenhum time conseguiu jogar em casa nos seis primeiros jogos. O Minneapolis Auditorium dos Lakers já estava ocupado e o Madison Square Garden dos Knicks estava ocupado pelos Ringling Bros. e Barnum & Bailey Circus. Em vez disso, os Lakers jogaram em St. Paul e os Knicks no úmido e mal iluminado 69th Regiment Armory. No Jogo 7, os Lakers venceram por 82-65 e conquistaram o título da NBA.
Durante a temporada de 1952-53, Mikan teve médias de 20,6 pontos e 14,4 rebotes. No All-Star Game da NBA de 1953, Mikan foi dominante novamente com 22 pontos e 16 rebotes, ganhando o prêmio de MVP. Os Lakers chegaram às finais da NBA de 1953 e novamente derrotaram os Knicks por 4-1.
Na temporada de 1953-54, Mikan, agora com 29 anos, teve médias de 18,1 pontos e 14,3 rebotes. Sob sua liderança, os Lakers ganharam outro título da NBA, tornando-se seu terceiro título consecutivo e o quinto em seis anos; a única vez que perderam foi quando Mikan fraturou a perna. Do ponto de vista da NBA, a dinastia do Minneapolis Lakers só foi superada de forma convincente pela dinastia de onze títulos do Boston Celtics de 1957-69. No final da temporada, Mikan anunciou sua aposentadoria. Mais tarde, ele disse: "Eu tinha uma família crescendo e decidi ficar com eles. Senti que era hora de começar com o mundo profissional fora do basquete". Lesões também foram um fator, já que Mikan sofreu 10 ossos quebrados e 16 pontos em sua carreira, muitas vezes tendo que jogar com essas lesões.
Sem Mikan, os Lakers chegaram aos playoffs, mas não conseguiram chegar às finais da NBA de 1955. No meio da temporada de 1955-56, Mikan voltou aos Lakers. Ele jogou em 37 jogos, mas sua longa ausência afetou seu jogo. Ele teve médias de apenas 10,5 pontos e 8,3 rebotes e os Lakers perderam na primeira rodada dos playoffs. No final da temporada, Mikan se aposentou definitivamente. Seus 10.156 pontos foram um recorde na época; ele foi o primeiro jogador da NBA a marcar 10.000 pontos. Ele foi introduzido na classe inaugural do Hall da Fama do Basquete de 1959 e foi declarado o maior jogador da primeira metade do século pela Associated Press.

## Estatísticas na BAA/NBA

### Temporada regular
| Ano      | Equipe      | PJ  | MPJ  | AP   | LL   | RT    | AS  | PPJ   |
| -------- | ----------- | --- | ---- | ---- | ---- | ----- | --- | ----- |
| 1948–49† | Minneapolis | 60  | –    | .416 | .772 | –     | 3.6 | 28.3* |
| 1949–50† | Minneapolis | 68  | –    | .407 | .779 | –     | 2.9 | 27.4* |
| 1950–51  | Minneapolis | 68  | –    | .428 | .803 | 14.1  | 3.1 | 28.4* |
| 1951–52† | Minneapolis | 64  | 40.2 | .385 | .780 | 13.5* | 3.0 | 23.8  |
| 1952–53† | Minneapolis | 70  | 37.9 | .399 | .780 | 14.4* | 2.9 | 20.6  |
| 1953–54† | Minneapolis | 72  | 32.8 | .380 | .777 | 14.3  | 2.4 | 18.1  |
| 1955–56  | Minneapolis | 37  | 20.7 | .395 | .770 | 8.3   | 1.4 | 10.5  |
| Carreira | Carreira    | 439 | 32.9 | .401 | .780 | 12.9  | 2.7 | 22.4  |
| All-Star | All-Star    | 4   | 25.0 | .350 | .815 | 12.8  | 1.8 | 19.5  |

### Playoffs
| Ano      | Equipe      | PJ | MPJ  | AP   | LL   | RT   | AS  | PPJ  |
| -------- | ----------- | -- | ---- | ---- | ---- | ---- | --- | ---- |
| 1949†    | Minneapolis | 10 | –    | .454 | .802 | –    | 2.1 | 30.3 |
| 1950†    | Minneapolis | 12 | –    | .383 | .788 | –    | 3.0 | 31.3 |
| 1951     | Minneapolis | 7  | –    | .408 | .800 | 10.6 | 1.3 | 24.0 |
| 1952†    | Minneapolis | 13 | 42.5 | .379 | .790 | 15.9 | 2.8 | 23.6 |
| 1953†    | Minneapolis | 12 | 38.6 | .366 | .732 | 15.4 | 1.9 | 19.8 |
| 1954†    | Minneapolis | 13 | 32.6 | .458 | .813 | 13.2 | 1.9 | 19.4 |
| 1956     | Minneapolis | 3  | 20.0 | .371 | .769 | 9.3  | 1.7 | 12.0 |
| Carreira | Carreira    | 70 | 33.4 | .402 | .784 | 12.8 | 2.1 | 22.9 |

## Pós-carreira
Em 1956, Mikan foi o candidato republicano ao Congresso dos Estados Unidos no 3º distrito congressional de Minnesota. Ele desafiou o atual deputado Roy Wier em uma disputa acirrada que contou com uma alta participação eleitoral. Apesar da reeleição do atual presidente republicano Dwight Eisenhower, o inexperiente Mikan perdeu por uma margem próxima de 52% a 48%. Wier recebeu 127.356 votos contra 117.716 de Mikan. Voltando à profissão de advogado, Mikan ficou frustrado depois de esperar um fluxo de trabalho. Por seis meses, Mikan não recebeu nenhuma atribuição, deixando-o em dificuldades financeiras que o forçaram a lucrar com seu seguro de vida.
Problemas também surgiram na carreira esportiva profissional de Mikan. Na temporada de 1957-58, o treinador do Lakers, John Kundla, tornou-se gerente geral e convenceu Mikan a se tornar treinador dos Lakers. No entanto, isso foi um fracasso, pois o Lakers teve um recorde de 9-30 até que Mikan deixou o cargo e retornou às funções de treinador para Kundla. Os Lakers terminaram com um recorde de 19-53, registrando uma das piores temporadas de sua história. Após esse fracasso, Mikan concentrou-se em sua carreira de advogado, criando sua família de seis filhos, especializando-se com sucesso em direito corporativo e imobiliário e comprando e reformando edifícios em Minneapolis.
Em 1967, Mikan voltou ao basquete profissional, tornando-se o primeiro comissário da American Basketball Association, uma liga rival da NBA. Para atrair os fãs de basquete para sua liga, Mikan inventou a bola vermelha, branca e azul característica da liga, que ele achava mais patriótica, mais adequada para a TV e mais agradável para o público do que a bola marrom da NBA, e instituiu o linha de três pontos. Mikan renunciou à ABA em 1969.
Em meados da década de 1980, Mikan liderou uma força-tarefa com o objetivo de devolver o basquete profissional a Minneapolis, décadas depois que o Lakers se mudou para Los Angeles para se tornar o Los Angeles Lakers, e depois que Minnesota Muskies e Minnesota Pipers da ABA faliram. Esta oferta foi bem sucedida, levando ao início de uma nova franquia na temporada de 1989-90, o Minnesota Timberwolves.
Em seus últimos anos, Mikan sofria de diabetes e insuficiência renal e, eventualmente, sua doença fez com que sua perna direita fosse amputada abaixo do joelho. Quando seu seguro médico foi cortado, Mikan logo se viu em sérias dificuldades financeiras. Ele travou uma longa e prolongada batalha legal contra a NBA e a NBA Players' Union, protestando contra as pensões de US$ 1.700/mês para jogadores que se aposentaram antes de 1965, o início da chamada "era do dinheiro". De acordo com Mel Davis, do Sindicato Nacional de Jogadores Aposentados de Basquete, essa batalha o manteve, porque Mikan esperava estar vivo quando um novo acordo coletivo finalmente reivindicasse sua geração. Em 2005, no entanto, sua condição piorou.

## Vida pessoal
Em 1947, casou-se com sua namorada, Patricia, e permaneceram juntos por 58 anos até sua morte. O casal teve seis filhos, os filhos Larry, Terry, Patrick e Michael, e as filhas Trisha e Maureen. Durante toda a sua vida, Mikan foi universalmente visto como o protótipo do "gigante gentil", duro e implacável na quadra, mas amigável e amigável na vida privada. Ele também era o irmão mais velho de Ed Mikan, outro jogador de basquete da BAA e do Philadelphia Warriors da NBA.
Mikan morreu em Scottsdale, Arizona, em 1º de junho de 2005, de complicações de diabetes e outras doenças. Seu filho Terry relatou que seu pai fazia diálise três vezes por semana, quatro horas por dia, nos últimos cinco anos.

## Legado
A morte de Mikan foi amplamente lamentada pelo mundo do basquete e também chamou a atenção da mídia para as dificuldades financeiras de vários jogadores da NBA no início da era. Muitos achavam que os atuais jogadores deveriam se mobilizar por pensões maiores para os antecessores pré-1965 nas próximas negociações trabalhistas. Shaquille O'Neal pagou pelo funeral de Mikan, dizendo: "Sem o número 99 [Mikan], não há eu". Antes do Jogo 5 das finais da Conferência Leste de 2005 entre o Miami Heat e o Detroit Pistons, houve um momento de silêncio para homenagear Mikan. Bob Cousy observou que Mikan carregou figurativamente a NBA nos primeiros dias e sozinho tornou a liga credível e popular. As finais da NBA de 2005 entre os Pistons e o San Antonio Spurs foram dedicadas a Mikan.
Mikan é elogiado como o pioneiro da era moderna do basquete. Ele se aposentou como o maior artilheiro de todos os tempos e teve médias de 22,6 pontos e 13,4 rebotes em 520 jogos da NBL, BAA e NBA. Ele ganhou sete título da NBL, BAA e NBA, um troféu de MVP do All-Star Game e três títulos de pontuação. Mikan foi introduzido no Hall da Fama do Basquete em sua classe inaugural de 1959, o primeiro jogador da NBA introduzido no Hall.

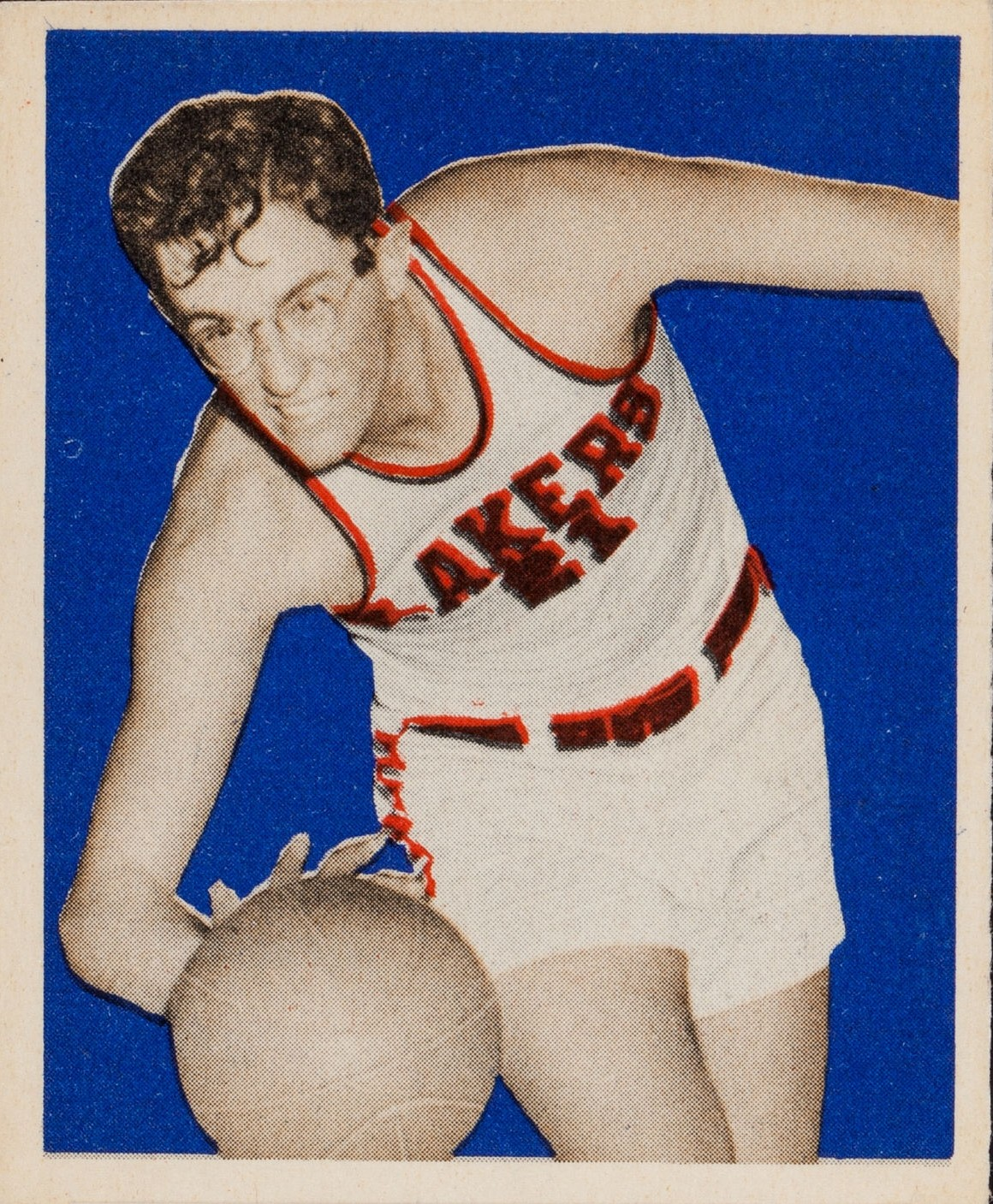
Figurinha de 1948 de Mikan

Quando Shaquille O'Neal se tornou membro do Los Angeles Lakers, Mikan apareceu na capa da Sports Illustrated em novembro de 1996 com O'Neal e Kareem Abdul-Jabbar. Desde abril de 2001, uma estátua de Mikan enfeita a entrada do Target Center, arena do Minnesota Timberwolves. Além disso, um banner no Staples Center comemora Mikan e seus companheiros do Minneapolis Lakers. Ele também é homenageado por uma estátua e uma aparição em um mural em sua cidade natal, Joliet, Illinois.

### Mudanças de regras
Mikan tornou-se tão dominante que a NBA teve que mudar suas regras de jogo para reduzir sua influência, como a "A Regra de Mikan". Ele também desempenhou um papel na introdução do relógio de arremesso.

Como dirigente, Mikan também é diretamente responsável pela linha de três pontos da ABA, que mais tarde foi adotada pela NBA, e a existência do Minnesota Timberwolves.